# Pierella sectator
Pierella sectator är en fjärilsart som beskrevs av Meerburg 1789. Pierella sectator ingår i släktet Pierella och familjen praktfjärilar. Inga underarter finns listade i Catalogue of Life.